# 尾石達也
尾石達也（1970年3月28日—），日本動畫師及演出家。

## 經歷
1994年，於《幽遊白書》首次擔任原畫製作。直至2001年，於《人造人009 THE CYBORG SOLDIER》首次擔當較重要的演出和分鏡師。
1997年，參與製作後，開始與新房昭之有較密切的關係，亦有說法是在《幽遊白書》時已經是好相識。其後於2004年跟隨新房加入SHAFT，長期擔任較重要的位置，最具代表性是在影碟銷量屢創佳績的《化物語》擔當系列導演。後來投入製作《傷物語》，距離作品公佈上映日期前，有近5年時間未再出現在前線工作員名單當中。
其演出的作品具有強烈風格，包括在畫面內加入實物、以及運用較簡單的鮮色畫面、文字和3D物件帶出豐富意象等等。相關的《嬉皮笑園》、《涅吉！？》、《瑪利亞狂熱》OP製作均受好評，被譽為實力派。

## 參與作品

### 電視動畫
- 姆明一族（1990-1991年）動画
- 幽遊白書（幽☆遊☆白書，原畫，1992年）
- 機動戰士V高達（機動戦士Vガンダム，原畫，1993年）
- 機動武鬥傳G高達（機動武闘伝Gガンダム，原畫，1994年）
- 十二生肖爆烈戰士（十二戦支爆烈エトレンジャー，原畫，1995年）
- （原畫，1995年）
- 超時空金牌小女將（バトルアスリーテス 大運動会，原畫，1997年）
- 烈火之炎（烈火の炎，原畫，1997年）
- 海盜媽寶（宇宙海賊ミトの大冒険，1999年，原畫）
- 海盜媽寶 兩個人格的女王（宇宙海賊ミトの大冒険 2人の女王様，原畫，1999年）
- 能量宝石（原畫，1999年）
- 人造人009 THE CYBORG SOLDIER（サイボーグ009 THE CYBORG SOLDIER，分鏡、演出、原畫，2001年）
- 愛的魔法（まぶらほ，原畫，2003年）
- 波波罗王国（（原畫，2003年）
- 鐵人28（鉄人28号，分鏡、演出、原畫，2004年）
- 修羅之刻（陸奥圓明流外伝 修羅の刻，OP原畫、原畫，2004年）
- 月詠 -MOON PHASE-（月詠 -MOON PHASE-，分鏡、演出、原畫、設定協力，2004年）
- 嬉皮笑園（ぱにぽにだっしゅ!，OP導演、分鏡、演出、原畫、意念設計協力，2005年）
- REC（OP原畫，2006年）
- 苍之瞳的少女（原畫，2006年）
- 涅吉！？（ネギま!?，OP導演、分鏡、演出、原畫，2006年）
- 向陽素描（ひだまりスケッチ，分鏡、演出、原畫、設定設計協力， 2007年）
- 絕望先生（さよなら絶望先生，OP導演、分鏡、原畫、字幕，2007年）
- 向陽素描×365（ひだまりスケッチ×365，製作導演、分鏡、演出、原畫，2008年）
- 瑪利亞狂熱（まりあ†ほりっく，OP導演，2009年）
- 化物語（化物語，系列導演、OP導演、分鏡、演出、原畫，2009年）
- 女仆咖啡廳（それでも町は廻っている，分集標題設定，2010年）
- 不死不運（アンデッドアンラック，OP原畫，2023年）

### 劇場版動畫
- 數碼暴龍 我們的戰爭遊戲!（デジモンアドベンチャー ぼくらのウォーゲーム!，原畫，2000年）
- 數碼暴龍02 超惡魔獸的反擊（デジモンアドベンチャー02 ディアボロモンの逆襲，原畫，2001年）
- 傷物語〈I 鉄血篇〉（2016年）導演、分鏡、演出
- 傷物語〈II 熱血篇〉（2016年）導演、分鏡
- 傷物語〈III 冷血篇〉（2017年）導演、分鏡

### OVA
- 超時空世紀02（超時空世紀オーガス02，動畫，1993年）
- 水晶国传说（レジェンド・オブ・クリスタニア，原画，1996年）
- 星际迷航俏女郎（原畫，1999年）
- 涅吉!?春（ネギま!?春版，原畫，2008年）
- 魔法先生涅吉! ～白之翼 ALA ALBA～（魔法先生ネギま! 〜白き翼 ALA ALBA〜，OP導演，2008年）